# Mutulu Shakur
Pour les articles homonymes, voir Shakur.
 (juin 2013).
Si vous disposez d'ouvrages ou d'articles de référence ou si vous connaissez des sites web de qualité traitant du thème abordé ici, merci de compléter l'article en donnant les références utiles à sa vérifiabilité et en les liant à la section « Notes et références ».
Mutulu Shakur, né Jeral Wayne Williams le 8 août 1950 à Baltimore et mort le 6 juillet 2023, est un nationaliste et révolutionnaire noir américain. Il était un partisan de la Republic of New Afrika, un ami proche de Geronimo Pratt (un membre du Black Panther Party) et un enfant d'un des leaders de la Black Liberation Army.
Il est surtout connu pour avoir planifié le braquage de la Brink's de 1981 au cours duquel un garde et deux officiers de police sont tués. Alors que Kathy Boudin (en), qui a été durant onze ans un des fugitifs les plus recherchés par le FBI, était arrêtée, Shakur s'échappa. Il est incarcéré à la prison d'Adelanto en Californie jusqu’à sa libération conditionnelle en décembre 2022.

## Biographie
Mutulu Shakur naît à Baltimore dans le Maryland le 8 août 1950, sous le nom de Jeral Wayne Williams. Il est dans sa jeunesse un fervent partisan de Malcolm X, ainsi que de plusieurs autres leaders des droits civiques. Dans les années 1970, il s'installe à Harlem (New York). Mutulu Shakur rejoint plus tard la Republic of New Afrika et la Black Liberation Army. Il participe à plusieurs braquages de banques et autres activités criminelles.
Il est le beau-père du rappeur Tupac Shakur, et père du rappeur Mopreme Shakur. Mutulu Shakur fut interviewé dans le documentaire Tupac : Resurrection (nommé aux Oscars), dans lequel il décrit comment il a écrit un Thug Life Handbook (« Manuel de la vie de gangster ») avec Tupac Shakur, exprimant un message anti-drogue et anti-violence.
En 1970, Mutulu Shakur commence à travailler avec le Lincoln Detox Community Program, qui offre un traitement médicamenteux aux toxicomanes en utilisant l'acupuncture. Mutulu Shakur devient apte et autorisé à pratiquer l'acupuncture dans l'État de Californie en 1976. Finalement, il devient le directeur adjoint du programme et y demeure associé jusqu'en 1978. Il aide à fonder et à diriger la Black Acupuncture Advisory Association of North America et la Harlem Institute of Acupuncture.
Le 20 octobre 1981, après six tentatives infructueuses de voler un camion de la Brink's, Mutulu Shakur et cinq ou six autres hommes réussissent à en voler un à Nanuet, dans l'État de New York. Pendant le braquage, ils tuent l'un des gardes et en blessent grièvement un autre. Après avoir pris l'argent, ils vont à un autre endroit où ils transfèrent l'argent dans un camion U-Haul conduit par Boudin et son mari David Gilbert. L'opération est cependant vue et est rapportée à la police, qui met en place un barrage routier au pont Tappan Zee. Une fusillade s'ensuit, dans laquelle deux policiers sont tués. Ensuite, Boudin et certains de ses compagnons sont capturés alors qu'ils tentent de fuir, tandis que d'autres réussissent à s'échapper. À ce jour, il n'y a aucune preuve reliant Shakur au crime.
Dans les années 1980, il est de nouveau mis en cause pour avoir braqué une banque et pour avoir aidé sa sœur, Assata Shakur, à s'évader de prison le 2 novembre 1979. Le 23 juillet 1982, il devient la 380e personne ajoutée par le FBI sur sa liste FBI Ten Most Wanted Fugitives. Il est arrêté 12 février 1986 en Californie et est reconnu coupable d'avoir participé au cambriolage du camion-blindé et à l'évasion de prison.
Pendant qu'il est enfermé à l'ADX Florence, il reçoit la visite du romancier Jonathan Franzen. Cette visite s'inscrit dans le cadre de l'essai de Franzen intitulé Control Units, inclus dans son recueil d'essais How to Be Alone (2002). Mutulu Shakur devrait être libéré en 2016. Il est également mis en scène dans une émission de télévision intitulée American Gangster et diffusée sur Centric et BET.

### Vie privée
Mutulu Shakur fonda une organisation basée à New York appelé Dare 2 Struggle, et sortit une compilation sous le même nom. Comme il l'explique : « Le CD a été créé afin de motiver, inspirer et encourager les Noirs à lutter contre les obstacles ». Il a également enregistré un message d'intérêt public à la radio pour la campagne de Deejay Ra « Hip-Hop Literacy », afin d'encourager à la lecture de livres sur Tupac Shakur.
En 2006, il sort un album hommage pour les 10 ans de la mort de Tupac Shakur, appelé A 2Pac Tribute : Dare 2 Struggle, avec la collaboration d'artistes tels que Mopreme Shakur, Outlawz et Imaan Faith. Cet album sort sur le label de Morey Alexander, First Kut Records et sur celui de l'activiste canadien Deejay Ra, Lyrical Knockout Entertainment.
Mutulu Shakur a quatre enfants, dont deux filles (Sekiywa et Nzingha) et deux garçons (Mopreme, Chinua).

## Filmographie
- Mutulu Shakur est incarné par Jamie Hector dans le film biographique All Eyez on Me de Benny Boom (2016).